# Art Cologne
Die Art Cologne ist die älteste Kunstmesse der Welt für zeitgenössische Kunst. Sie wurde 1967 auf Initiative der Galeristen Hein Stünke und Rudolf Zwirner als Kölner Kunstmarkt im Kölner Gürzenich ins Leben gerufen und findet jährlich im Herbst auf dem Gelände der Koelnmesse in Köln-Deutz statt.

## Geschichte

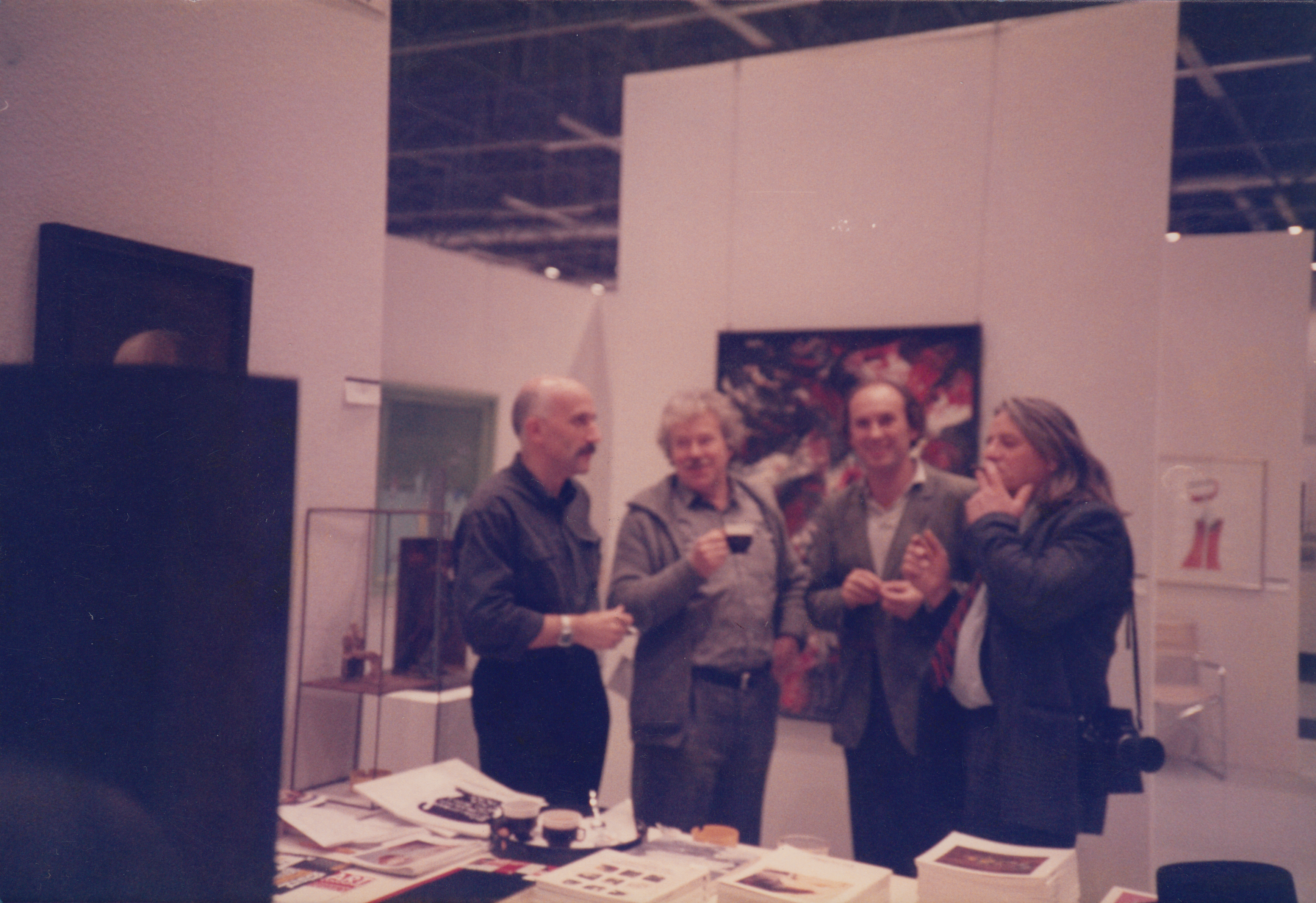
Art-Cologne-Messestand mit Volker Stelzmann, Waldemar Otto, Timm Gierig und Eberhard Fiebig (v. l. n. r.), 1985

Am ersten Kunstmarkt Köln nahmen im September 1967 achtzehn Galerien teil. Mit 15.000 Besuchern und einer Million Deutsche Mark Umsatz war die Veranstaltung im Kölner Gürzenich ein großer Erfolg. Ausrichter war der von den Gründervätern Hein Stünke (Galerie Der Spiegel), Rudolf Zwirner und fünf weiteren Kollegen gegründete Verein progressiver deutscher Kunsthändler.
1968 zog die Messe in die geräumigere bis 2001 bestehende Josef-Haubrich-Kunsthalle um. Es wurden weitere Galerien zugelassen, auch aus dem Ausland, um im benachbarten Düsseldorf eine Konkurrenzveranstaltung mit internationaler Beteiligung zu verhindern.
1974 wechselte die ab 1970 Kölner Kunstmarkt genannte Messe in die Rheinhallen in Köln-Deutz. Die Organisation ging auf die Kölner Messegesellschaft über. 1975 änderte sich der Name der Messe zu Internationaler Kunstmarkt (IKM). Erstmals wurde in Kooperation mit dem Bundesverband Deutscher Galerien (BVDG) der Art-Cologne-Preis verliehen. Die Messe fand abwechselnd in Köln und Düsseldorf statt. 1984 erhielt die Messe zum letzten Mal einen neuen Namen: Aus dem IKM wurde die Art Cologne, die seitdem nur in Köln stattfindet.
2007 wurde die Art Cologne vom traditionellen Herbsttermin ins Frühjahr verschoben. Im Herbst fand bis 2022 jährlich die vom heutigen Veranstalter Koelnmesse ebenfalls ins Leben gerufene Cologne Fine Art & Antiques statt. Sie wurde dann als eigenständige Messe aufgegeben und ist seitdem als neues Segment Art + Object Teil der Art Cologne. Der Designspezialist Sebastian Jacobi fungiert als Berater und Kurator dieses Segments.
Direktor der Art Cologne ist seit 2008 der US-amerikanische Kunsthändler Daniel Hug. Er folgte dem ab 2003 amtierenden Gérard Goodrow.

## Umfeld
Schon seit Beginn 1967 hat der Kunstmarkt Köln Konkurrenz im eigenen Umfeld. Da nie alle Galerien teilnehmen durften, die sich darum bewarben, fanden sich immer auch alternative Angebote im Kontext der Art Cologne: 1967 Demonstrative Köln, 1968 Prospect 68 Düsseldorf, 1969 Neumarkt der Künste Köln, 1971/72 Internationale Kunst- und Informationsmesse Düsseldorf.
1992 rief der Kölner Galerist Christian Nagel die Gegenmesse Unfair ins Leben; 1995 zählte Nagel zu den Mitbegründern des Art Forum Berlin, einer ausdrücklichen Konkurrenzveranstaltung. Seit 2003 etabliert sich die ART.FAIR als Gegenmesse. 2007 starteten termingleich drei weitere neue Kunstmessen: die Liste Köln, die Tease Art Fair und die dc duesseldorf contemporary.
1994 verlieh die Gesellschaft für Moderne Kunst am Museum Ludwig im Rahmen der Messe erstmals den nach dem Sammler und Chefrestaurator des Museums Ludwig benannten Wolfgang-Hahn-Preis. 2006 erhielt Rudolf Zwirner, Mitbegründer der Art Cologne, diesen Preis.

## ART-COLOGNE-Preise

### ART-COLOGNE-Preis

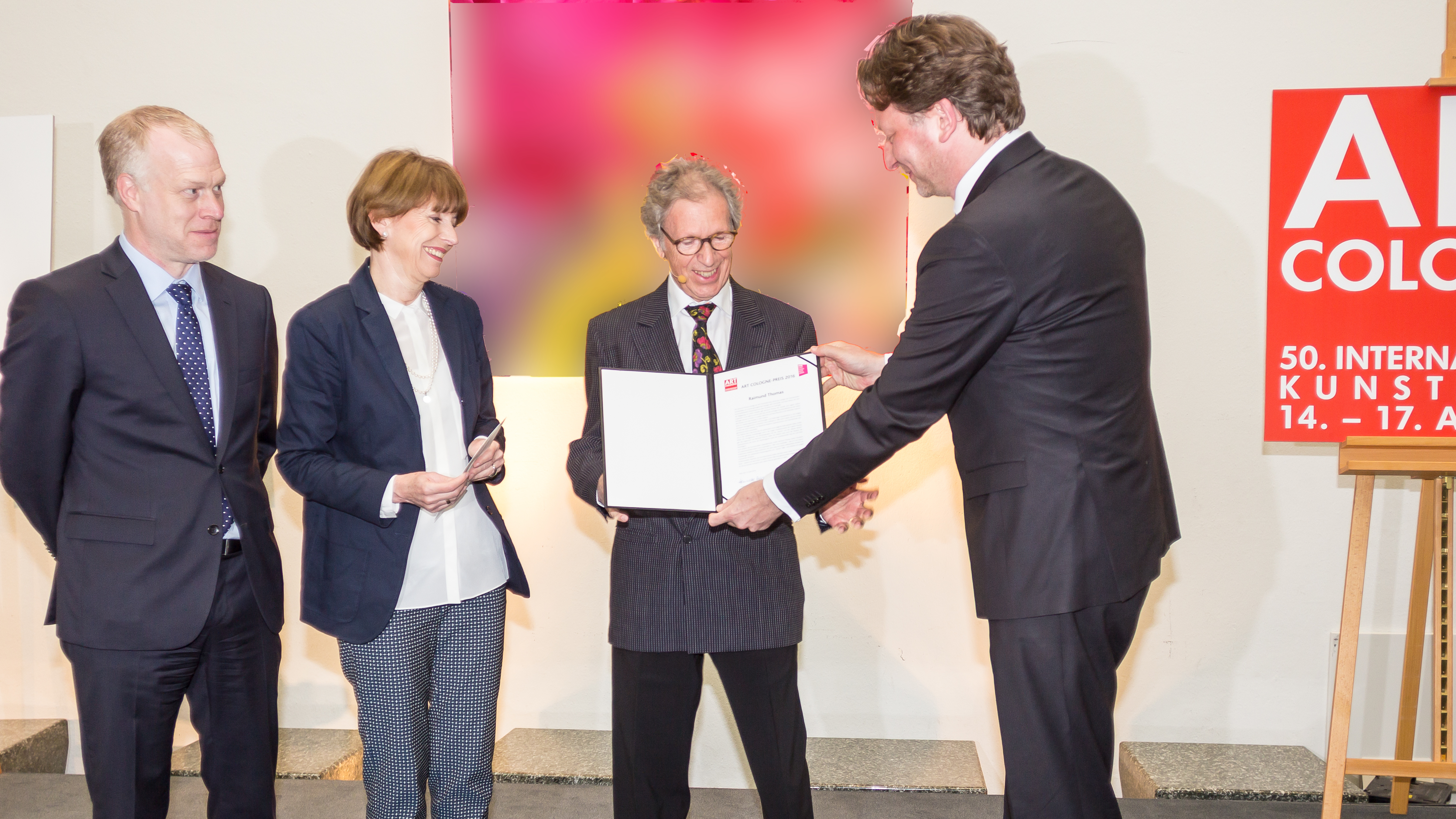
Verleihung des Art-Cologne-Preises 2016 an Raimund Thomas

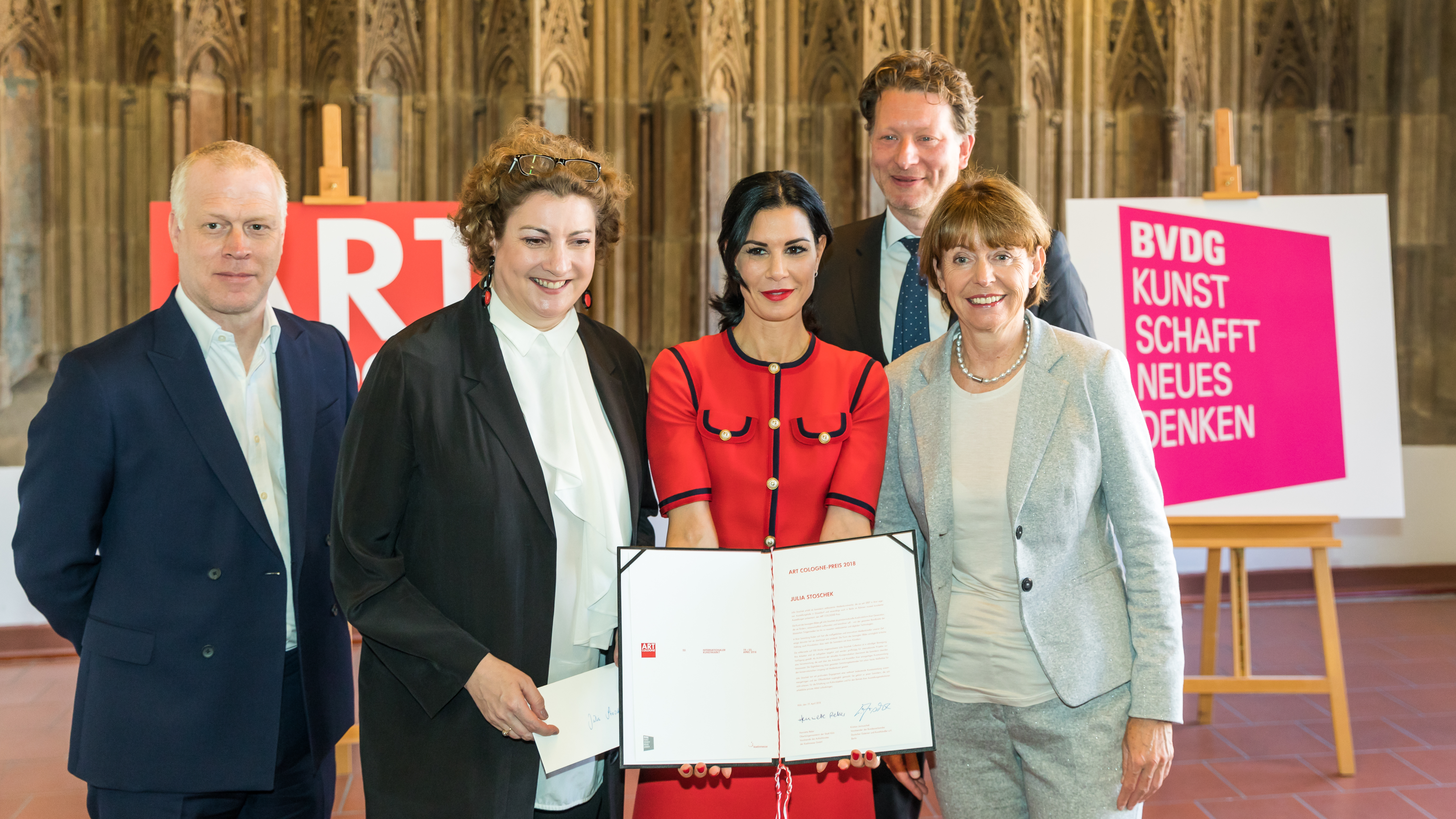
Verleihung des Art-Cologne-Preises 2018 an Julia Stoschek

Der ART-COLOGNE-Preis ist mit derzeit 10.000 Euro dotiert und wird seit 1988 jährlich während der Messe vom Bundesverband Deutscher Galerien und Kunsthändler (BVDG) gemeinsam mit der koelnmesse verliehen.
- 1997 erhielten den Preis die beiden Galeristinnen Dina Vierny (Musée Maillol, Paris) und Charlotte Zander (Museum Charlotte Zander, Bönnigheim).
- 2009 erhielt Harald Falckenberg den Preis,[4] weil er mit seiner Kunst-Sammlung Falckenberg zeitgenössische Kunst einem breiten Publikum zugänglich gemacht hat.
- 2010 wurde die Sammlerfamilie Grässlin wegen ihrer „herausragenden Verdienste um die Vermittlung moderner Kunst“ mit dem Preis ausgezeichnet.[5]
- 2013 war der Preisträger der Münchner Galerist Fred Jahn. Die Begründung für die Auszeichnung erwähnt unter anderem: „In ihm verbinden sich profundes kulturhistorisches Wissen und Kennerschaft mit den wirtschaftlichen Ambitionen eines Kunsthändlers auf höchstem Niveau“.[6]
- 2014 erhielt Rosemarie Schwarzwälder von der Wiener Galerie nächst St. Stephan den Preis.
- 2015 erhielt ihn der 1829 gegründete Kunstverein für die Rheinlande und Westfalen in Düsseldorf.[7]
- 2016 erhielt den Preis die Münchner Galerie Thomas, die 2014 ihr 50-jähriges Jubiläum feierte.
- 2017 erhielt den Preis Günter Herzog,  dem wissenschaftlichen Leiter des Zentralarchivs des Internationalen Kunsthandels in Köln (ZADIK).[8]
- 2018 erhielt den Preis die Unternehmerin und Kunstsammlerin Julia Stoschek.
- 2019 wurde der Preis Christian Kaspar Schwarm zuerkannt, Mitbegründer der kostenfreien Online-Plattform Independent Collectors.
- 2020 Gaby und Wilhelm Schürmann[9]
- 2022: Galeristin Monika Sprüth[10]
- 2023: Verleger Walther König für besondere Leistungen in der Kunstvermittlung.[11]
- 2024: Karen und Christian Boros[12]
- 2025: Andrée Sfeir-Semler, deutsch-libanesische Kunsthistorikerin und Galeristin[13]

### ADKV-ART COLOGNE Preis für Kunstvereine
Seit 2006 wird in Kooperation von der Art Cologne und der Arbeitsgemeinschaft Deutscher Kunstvereine der ADKV-ART COLOGNE Preis für Kunstvereine. Der Preis ist mit 8.000 Euro dotiert.

#### Preisträger
- 2024 Kunstverein Global Forest
- 2023 Dortmunder Kunstverein
- 2022 Bonner Kunstverein
- 2021 - Aufgrund der Covid-Pandemie wurde der ADKV-ART COLOGNE Preis für Kunstvereine nicht vergeben.
- 2020 Halle für Kunst Lüneburg
- 2019 KV-Verein für zeitgenössische Kunst Leipzig
- 2018 Temporary Gallery
- 2017 Hartware MedienKunstVerein, Dortmund
- 2016 Kunstverein Arnsberg und Kunstverein Harburger Bahnhof
- 2015 Kunstverein für die Rheinlande und Westfalen, Düsseldorf
- 2014 Bielefelder Kunstverein
- 2013 Neuer Berliner Kunstverein
- 2012 Badischer Kunstverein, Karlsruhe
- 2011 Kunstverein Nürnberg - Albrecht Dürer Gesellschaft
- 2010 Kölnischer Kunstverein
- 2009 Heidelberger Kunstverein
- 2008 Salzburger Kunstverein und Westfälischer Kunstverein
- 2007 Kunstverein Wolfsburg
- 2006 ACC Galerie Weimar

### ADKV-ART COLOGNE Preis für Kunstkritik
Seit 2006 wird auch in Kooperation von der Art Cologne und der Arbeitsgemeinschaft Deutscher Kunstvereine der ADKV-ART COLOGNE Preis für Kunstkritik verliehen. Der Preis war bis 2020 mit 3.000 Euro dotiert. Ab 2022 ist er mit 5.000 Euro dotiert. Er richtet sich an freie Journalisten.

#### Preisträger
| - 1999 Hans-Christian Dany - 2000 Stefan Römer - 2001 Jan Verwoert - 2002 Renate Puvogel - 2003 Raimar Stange - 2004 Gregory Williams - 2005 Dominic Eichler - 2006 Catrin Lorch | - 2007 Ludwig Seyfarth - 2008 Rudolf Schmitz - 2009 Jennifer Allen - 2012 Kolja Reichert - 2011 Jens Kastner - 2013 Astrid Mania - 2014 Christine Woditschka und Barbara Buchmaier - 2015 Stefan Kobel | - 2016 Jörg Scheller - 2017 Kito Nedo - 2018 Radek Krolczyk - 2019 Antje Stahl - 2020 Noemi Smolik - 2022 Magdalena Kröner - 2024 Martin Conrads |

## Mitbewerber
Wichtige Kunstmessen sind heute neben der Art Cologne vor allem die Art Basel und ihr Ableger Art Basel Miami Beach, die The Armory Show – The International Fair of New Art in New York City, The European Fine Art Fair (TEFAF) in Maastricht, die Frieze Art Fair in London sowie die Kunstmesse in Hongkong.

## Auszeichnungen
- 2012: Kölner Kulturpreis für das Kulturereignis im Jahre 2011